# 1995 في مصر
فيما يلي قوائم الأحداث التي وقعت خلال عام 1995 في مصر.

## أفلام
من الأفلام التي صدرت هذه السنة في مصر:
- 1 يناير – الجراج
- 1 يناير – المراكبي
- 1 يناير – امرأة هزت عرش مصر من إخراج نادر جلال.
- 1 يناير – بخيت وعديلة من إخراج نادر جلال.
- 1 يناير – لحم رخيص من إخراج إيناس الدغيدي.
- 28 أبريل – ليلة ساخنة من إخراج عاطف الطيب.
- 14 أغسطس – طيور الظلام من إخراج شريف عرفة.

## موسيقى

### ألبومات
من الألبومات التي صدرت هذه السنة في مصر:
- 1 يناير – صديق من غناء حميد الشاعري.
- 1 يناير – قشر البندق من غناء حميد الشاعري.

## مواليد

### فبراير
- 20 فبراير – أشرف أمجد الصيفي رامي مطرقة مصري.
- 27 فبراير – مصطفى فتحي لاعب كرة قدم مصري.

### مارس
- 12 مارس – كريم حافظ لاعب كرة قدم بلجيكي.

### مايو
- 9 مايو – أنس أسامة محمود لاعب كرة سلة مصري.
- 9 مايو – ميدو جابر لاعب كرة قدم مصري.
- 13 مايو – كريم بامبو لاعب كرة قدم مصري.
- 26 مايو – يوسف إبراهيم لاعب كرة قدم مصري.

### نوفمبر
- 1 نوفمبر – نور الشربيني لاعبة اسكواش مصرية.
- 5 نوفمبر – آية عبد الله مغنية مصرية.

## وفيات

### يناير
- 1 يناير – محمد أمين الشيخ (مواليد 1924) شاعر مصري.
- 15 يناير – كارم محمود (مواليد 1922) ممثل مصري.

### يونيو
- 7 يونيو – الشيخ إمام (مواليد 1918)
- 23 يونيو – عاطف الطيب (مواليد 1947) مخرج أفلام مصري.

### أغسطس
- 4 أغسطس – سعيد رمضان (مواليد 1926) سياسي مصري.
- 13 أغسطس – أمينة السعيد (مواليد 1914)

### نوفمبر
- 13 نوفمبر – حنفي بسطان (مواليد 1922) لاعب كرة قدم مصري.
- 21 نوفمبر – ليلى مراد (مواليد 1918)

### تاريخ غير معروف
- نزيه نصيف الأيوبي كاتب مصري.